# Lapeyre
Lapeyre ist eine französische Gemeinde mit 91 Einwohnern (Stand 1. Januar 2022) im Département Hautes-Pyrénées in der Region Okzitanien (vor 2016: Midi-Pyrénées). Sie gehört zum Arrondissement Tarbes und zum Kanton Les Coteaux.
Die Einwohner werden Lapeyrais und Lapeyraises genannt.

## Geographie
Lapeyre liegt circa 24 Kilometer nordöstlich von Tarbes am nördlichen Rand des Départements.
Umgeben wird Lapeyre von den fünf Nachbargemeinden:
| Antin            | Bernadets-Debat                             |                |
| Lubret-Saint-Luc | Kompassrose, die auf Nachbargemeinden zeigt | Trie-sur-Baïse |
|                  | Lalanne-Trie                                |                |

## Einwohnerentwicklung

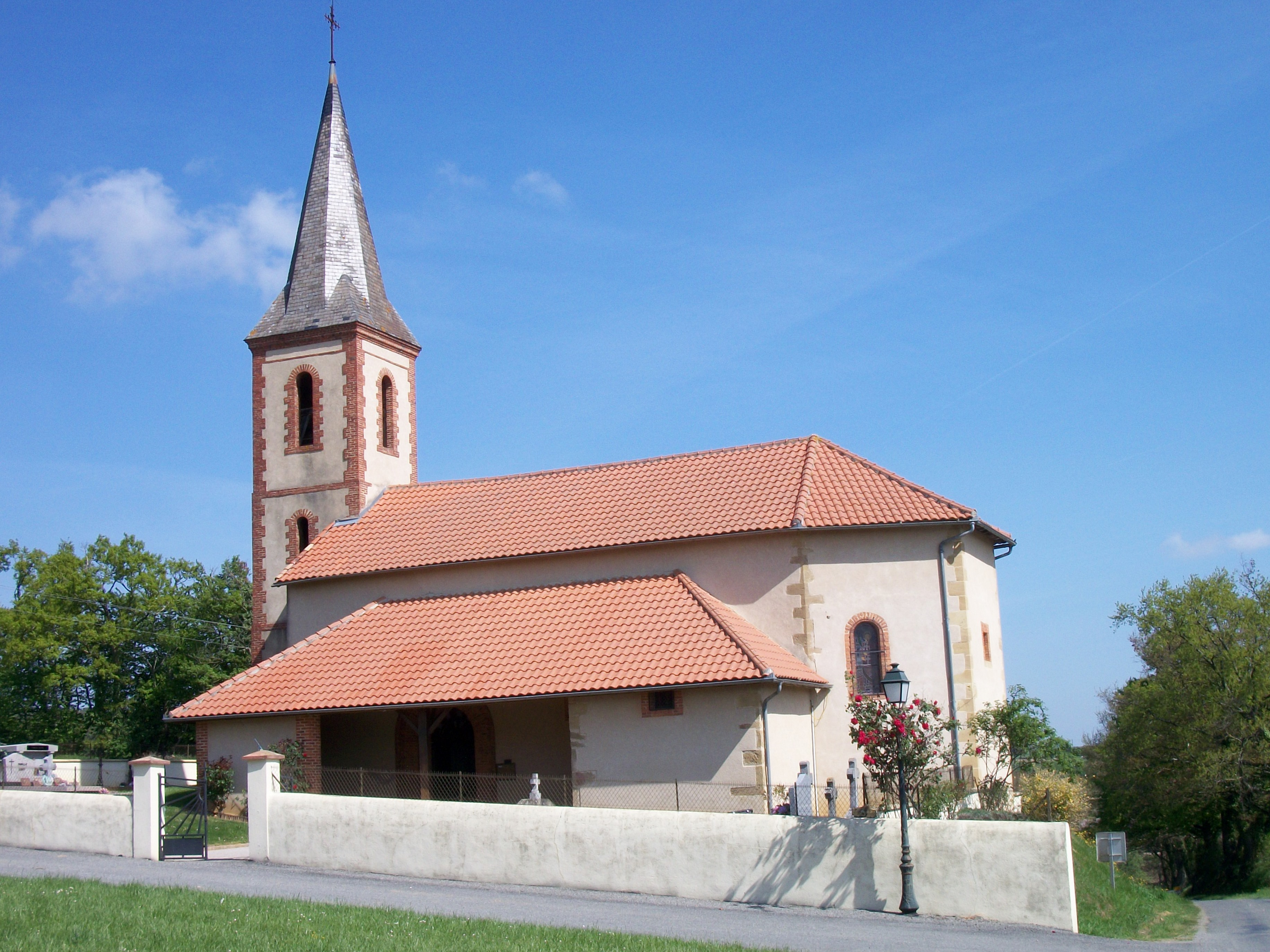
Pfarrkirche Saint-Laurent

Nach Beginn der Aufzeichnungen stieg die Einwohnerzahl bis zur zweiten Hälfte des 19. Jahrhunderts auf einen Höchststand von rund 125. In der Folgezeit sank die Größe der Gemeinde bei kurzen Erholungsphasen bis zu den 1990er Jahren auf rund 45 Einwohner, bevor eine Phase mit zeitweise kräftigem Wachstum einsetzte, das bis heute anhält.
| Jahr      | 1962 | 1968 | 1975 | 1982 | 1990 | 1999 | 2006 | 2011 | 2022 |
| --------- | ---- | ---- | ---- | ---- | ---- | ---- | ---- | ---- | ---- |
| Einwohner | 47   | 45   | 49   | 45   | 43   | 69   | 79   | 82   | 91   |

## Sehenswürdigkeiten
- Pfarrkirche Saint-Laurent. Sie wurde 1444 erwähnt und im 19. Jahrhundert restauriert.
- Schloss Bazillac ist ein ehemaliges Herrenhaus aus dem 18. und 19. Jahrhundert, in dem das Bürgermeisteramt (Mairie) im 19. Jahrhundert untergebracht war. Es befindet sich heute in Privatbesitz und ist nicht zugänglich.

## Wirtschaft und Infrastruktur

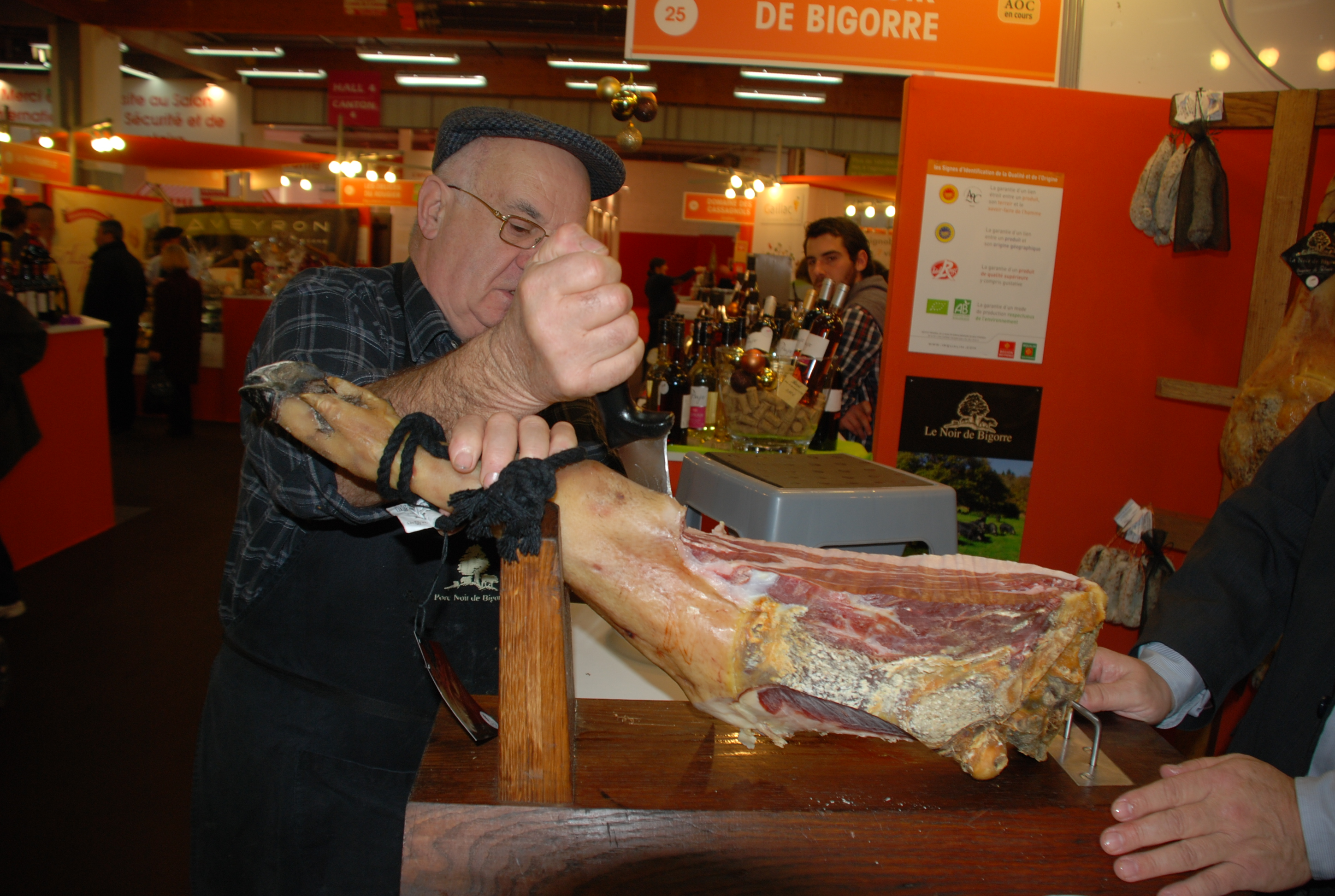
Noir de Bigorre-Schinken

Lapeyre liegt in den Zonen AOC der Schweinerasse Porc noir de Bigorre und des Schinkens Jambon noir de Bigorre.

### Verkehr
Lapeyre ist über die Routes départementales 6, 136 und 611 erreichbar.